# 中道美穂子
中道 美穂子（なかみち みほこ、1月22日 - ）は、日本の女性声優、ナレーター。京都府出身。クレイジーボックス所属。

## 来歴・人物
日本ナレーション演技研究所卒業。資格：秘書技能検定1級、普通自動車免許、簿記3級。趣味：映画鑑賞、ヨガ、器を愛でる、器集め。特技：英語音読、全身マッサージ、カフェご飯作り。

## 出演
太字はメインキャラクター。

### テレビアニメ
2009年
- 東京マグニチュード8.0
- 涼宮ハルヒの憂鬱（2009年版）（母親）

2010年
- 夢色パティシエール（ミレーヌ、客）

2011年
- 銀魂'（眼鏡の声）

2012年
- ちはやふる（2012年 - 2020年、若宮詩暢） - 3シリーズ

2021年
- チート薬師のスローライフ〜異世界に作ろうドラッグストア〜（おばさん）

2025年
- クラスの大嫌いな女子と結婚することになった。（使用人B）
- 誰ソ彼ホテル（大外の母）

### Webアニメ
- ドラ馬チック脳内（2022年、スズメA・女、母）

### ゲーム
時期不明
- RPG黒い砂漠（オーウェン、マルタ・キーン）

2016年
- クイズRPG 魔法使いと黒猫のウィズ（リギット・ミリアン）
- アルテイルクロニクル（ハクテイ、アイギナ）

### 吹き替え

#### 映画
- MI5: 消された機密ファイル（ナンシー・ピアパン〈レイチェル・ワイズ〉）
- サムソン 神に選ばれし戦士
- ゾンビ処刑人
- ゾンビヘッズ
- チャイニーズ・ゴースト・ストーリー～千年魔界大戦～（ニエ・シャオチエン〈ワン・メイチー〉）
- 沈黙の弾痕（リサ〈ティア・カレル〉）
- マキシマム・クラッシュ（ベロニカ）
- 魔法の国のプリンセス（マンディ〈ミニー・ドライヴァー〉）
- ヤギと男と男と壁と
- ランダム 存在の確率（リー〈ローリーン・スカファリア〉）
- ロックダウン（モノリス）

#### テレビドラマ
- ジェーン・ザ・ヴァージン（ローズ〈ブリジット・リーガン〉）
- 孫子《兵法》大伝（眉妃〈イボンヌ・ヨン〉）
- 中国歴史ドラマ「項羽と劉邦 King's War」（虞姫〈リー・イーシャオ〉）

### デジタルコミック
- せいせいするほど、愛してる（2017年、真咲あかり）

### ナレーション
- ウッチャンナンチャンのウリナリ!!「ウリナリ芸能人社交ダンス部」
- がっちりマンデー!!
- 世界一受けたい授業
- 魔女たちの22時
- メントレG
- 関パニ
- ナニコレ珍百景
- 世界おもしろ珍メダルバカデミービデオ大賞
- 僕がネコに嫌われる理由Ⅱ
- Table of Dreams～夢の食卓～
- 短歌dｅ胸キュン
- 消えた琉球競馬（グリーンch）
- カスペ！やっぱりタダが好き
- 葉っぱのフレディいのちの旅
- キルラキルＤＶＤ特典映像
- 発見！ウワサの食卓
- エクストリーム昼休み
- DHCキレイを磨く！エクストリームBeauty
- S☆1
- まなべるストリートビュー

### シリーズ一覧
1. ↑  第1期（2012年）、第2期『2』（2013年）、第3期『3』（2019年 - 2020年）